# راي فيشر (مغنية)
راي فيشر (بالإنجليزية: Ray Galbraith Fisher)‏ هي مغنية وكاتبة غنائية وعازفة قيثارة بريطانية، ولدت في 26 نوفمبر 1940، وتوفيت في 31 أغسطس 2011.